# Saprobiensystem
Das Saprobiensystem (zu altgriechisch σαπρός sapros, deutsch ‚faul‘, βίος bios ‚Leben‘, σύστεμα systema ‚Gebilde‘) ist ein Bewertungssystem zur Ermittlung der biologischen Wasserqualität von Fließgewässern und ihrer Einordnung in Gewässergüteklassen.
Im Gewässer aufgefundene Lebewesen werden als Bioindikatoren für die Belastung eines Gewässers durch abbaubare organische Substanzen verwendet, dies wird als seine Saprobie bezeichnet. Den verschiedenen erfassten Organismenarten, auch Saprobier oder Saprobien genannt, wird nach der mehr oder weniger saprobionten Lebensweise dabei jeweils ein artspezifischer Indikatorwert beigemessen, der, unter Berücksichtigung ihrer jeweiligen Häufigkeit, die Berechnung eines sogenannten Saprobienindex erlaubt, dem jeweils eine Gewässergüteklasse zugeordnet ist.
Mit dem Saprobiensystem wird nur die Belastung eines Fließgewässers mit organischen, leicht abbaubaren, sauerstoffzehrenden Substanzen, z. B. aus häuslichen Abwässern, gemessen. Da diese unter Sauerstoff-Verbrauch abgebaut werden, steht dieser in engem Zusammenhang mit dem Sauerstoffgehalt des Wassers und dem Redoxpotential. Andere Gewässerbelastungen werden mit dem Saprobiensystem nicht indiziert. Dies sind z. B.: Belastungen mit giftig (fachsprachlich: toxisch) wirkenden Stoffen (Schwermetalle, Pestizide), Belastung mit Nährsalzen (Trophie), Gewässerversauerung, unnatürliche Erhöhung der Wassertemperatur (thermische Belastung), Belastung durch „strukturelle Degradation“ (Gewässerausbau und -begradigung) und durch Veränderung der Hydraulik (Niedrigwasserabsenkung und Austrocknungsphasen, verstärkte Hochwasserspitzen durch Kanalabschläge). Für einige dieser Belastungen wurden eigene Indikationssysteme aufgestellt, die zusätzlich zum Saprobiensystem für das Gewässermonitoring verwendet werden können, so wurde zum Beispiel das Verfahren SPEARpesticides zur Indikation von Pestizid-Belastungen aufgestellt.
Bei der Bewertung der Fließgewässer für die Europäische Wasserrahmenrichtlinie wird für Gewässer gefordert, dass sie den „guten ökologischen Zustand“ erreichen. Dieser ist umfassender definiert als die Gewässergüte nach dem Saprobiensystem, zum Beispiel werden alle Wasserorganismen, also zum Beispiel auch Wasserpflanzen, Algen und Fische, dabei berücksichtigt. Die bodenlebenden, wirbellosen Organismen, die Grundlage des Saprobiensystems sind, werden dabei als eine der Qualitätskomponenten weiter berücksichtigt, allerdings führen nun auch nicht-saprobielle Veränderungen der natürlichen Lebensgemeinschaft zu einer Abwertung. Das Saprobiensystem wird im Rahmen der neuen Methodik weiter angewendet, es bildet nun aber nur noch eines von mehreren Bewertungs-„Modulen“.

## Grundlagen
Das Saprobiensystem beruht auf der Beobachtung, dass sich die Lebensgemeinschaft eines Gewässers mit der organischen Belastung in vorhersagbarer Weise ändert. Während manche Gewässerbewohner organischer Verschmutzung gegenüber insensitiv und robust sind, kommen andere nur in unverschmutzten oder gering verschmutzten Gewässern vor, wobei ihre Toleranzbereiche sehr unterschiedlich sind. Andere Arten werden in organisch verschmutzten Gewässern häufiger. Diese Beobachtungen sind aus der Biologie der Organismen erklärbar. So sind einige Arten und Artengruppen extrem sauerstoffbedürftig und gehen bei sinkendem Sauerstoffgehalt zugrunde. Andere Arten benötigen ein hohes Angebot an Nährsubstanzen (z. B. organisch angereicherten Schlamm), sie können unter Umständen aber sehr geringe Sauerstoffgehalte tolerieren. Das Vorkommen und die Häufigkeit solcher Gewässerbewohner, die stark auf organische Verschmutzung reagieren, können zur Messung dieser Verschmutzung herangezogen werden, wenn die Toleranzbereiche für die einzelnen Arten bekannt sind. Im Saprobiensystem wird dazu jeder Indikatorart ein Wert, der Indexwert, zugewiesen. Dieser ist aus der Beobachtung zahlreicher verschmutzter und unverschmutzter Gewässer empirisch hergeleitet (beruht also nicht etwa auf Labormessungen). Aus dem (nach der Häufigkeit des Vorkommens gewichteten) Mittelwert der Indexwerte aller dort lebenden Indikatorarten ergibt sich für eine untersuchte Probenstelle ein Zahlenwert, der sog. Saprobienindex. Die vorkommenden Arten werden also gewissermaßen als Messinstrumente für die organische Belastung benutzt. Durch die Verwendung zahlreicher Indikatorarten ist die Messung im Idealfall sehr gut abgesichert.
Zur Ermittlung der Gewässergüteklasse wird der Saprobienindex der untersuchten Gewässerstrecke mit einer standardisierten Liste solcher Indices verglichen. So wird eine Einordnung des Fließgewässers in Gewässergüteklassen vorgenommen.
Das Saprobiensystem in der beschriebenen Form wurde vor gut hundert Jahren von Kolkwitz und Marsson erstmals aufgestellt und wurde seitdem fortentwickelt. Das Verfahren in Deutschland erfolgt meist nach der DIN 38410. Das Verfahren wird in Österreich und der Tschechischen Republik traditionellerweise in leicht abgewandelter Form angewandt (in Österreich: Önorm M6232, in Tschechien CSN 757716 und 757221). Bei Einführung des Bewertungsverfahrens zur Wasserrahmenrichtlinie der Europäischen Union (Perlodes) diente das Saprobiensystem bei den biologischen Faktoren als Vorbild. Weit verbreitet ist sonst z. B. das britische BMWT/ASPT-System. (Eine Übersicht gängiger Bewertungssysteme findet sich in.)

## Untersuchungsmethode
Zur Bestimmung des Saprobienindex ist (etwas vereinfacht) folgendes Vorgehen notwendig (nur Makrosaprobier):
- Auswahl der Probenstelle: Da eine flächendeckende Beprobung des Gewässers unmöglich wäre, sind repräsentative Probenstellen auszuwählen, an denen der Index bestimmt werden soll. Der hier ermittelte Index wird auf eine längere homogene Gewässerstrecke übertragen. Die Auswahl der richtigen Probenstellen hat auf die Relevanz der Ergebnisse gravierende Auswirkungen. Eine Probenstelle muss für die zu beurteilende Gewässerstrecke repräsentativ sein (also z. B. nicht die einzige Stromschnelle in einem träge fließenden Tieflandsbach). Ihre Lage zu bekannten Schmutzwassereinleitungen oder Einmündungen von Nebengewässern ist naturgemäß wesentlich. Für größere Gewässersysteme werden Probenstellen meist nach vorgegebenem Raster (z. B. anhand der Gewässerkilometrierung) ausgewählt.
- Sammeln der Gewässerorganismen. An der gewählten Probenstelle sind alle im Gewässer lebenden Organismen, die Indikatorarten sein könnten, aufzusammeln. Die Probennahme sollte die Gewässerstrecke möglichst repräsentativ abbilden. Da die meisten Indikatorarten im Gelände nicht mit hinreichender Sicherheit bestimmbar wären, sind die Organismen in der Regel abzutöten und zu konservieren, um später im Labor die Arten bestimmen zu können. Da für den Saprobienindex nicht nur die Präsenz, sondern die Häufigkeit der Arten bekannt sein muss, muss die Probennahme so erfolgen, dass diese ermittelt werden kann. Im Verfahren ist dabei die Einordnung in Häufigkeitsklassen ausreichend. Vor allem im Rahmen des Perlodes-Verfahrens werden aber auch quantitative Probennahmen durchgeführt, bei denen die absolute Häufigkeit (durch Zählen) ermittelt wird.
- Bestimmen der aufgesammelten Arten im Labor. Die meisten Saprobierarten sind nur unter Einsatz eines Mikroskops oder einer Stereolupe, manchmal nur nach Präparation, bestimmbar. Die Bestimmung vieler Arten ist schwierig und anspruchsvoll. Zur Anwendung für Laien sind verschiedene vereinfachte Verfahren im Gebrauch, die weniger Anforderungen an die Bestimmung stellen. Diese liefern ungenauere, aber meist in der Größenordnung durchaus brauchbare Ergebnisse.
- Auflisten der Indikatorarten der Probe mit ihrer Häufigkeit (als Abundanzklasse oder nach Zählung)
- Berechnung des Index

## Makro- und Mikrosaprobien
Die zur Bestimmung des Saprobienindex dienenden Indikatororganismen werden als Saprobier oder auch Saprobien bezeichnet.
Dabei sind im Rahmen des Verfahrens zwei Listen im Gebrauch. In einer Liste sind Mikroorganismen (Mikro-Saprobien) aufgeführt. Dabei handelt es sich um kleine, häufig einzellige Tierarten, z. B. Wimpertierchen (Ciliaten) oder Geißeltierchen (Flagellaten). In der anderen Liste sind makroskopisch erkennbare, bodenlebende Wirbellose (Makroinvertebraten oder Makro-Saprobien), z. B. Insektenlarven (wie Steinfliegenlarven, Eintagsfliegenlarven, Köcherfliegenlarven), Krebstiere (wie Asseln und Flohkrebse), Schnecken, Muscheln, Egel und einige Ringelwürmer, aufgeführt; diese werden als Makrozoobenthos zusammengefasst. In der derzeit geltenden Fassung des DIN-Verfahrens sind etwa 200 Mikrosaprobien und mehr als 600 Makrosaprobien aufgeführt. Der Saprobienindex ist dabei für Mikro- und Makrosaprobien getrennt aufzustellen, beide dürfen nicht gemittelt oder miteinander verrechnet werden. In der Praxis ist der wichtigere Wert derjenige für die Makrosaprobien. Der Wert für die Mikrosaprobien ist besonders bei organisch sehr stark verschmutzten Gewässern wichtig, weil in diesen nur sehr wenige Arten von Makrosaprobien leben und das Ergebnis damit sehr schlecht abgesichert ist.
Organismen des freien Wasserkörpers (Pelagial) werden weder für den Makro- noch für den Mikroindex herangezogen. Dies gilt z. B. auch für die Fischarten.

## Saprobienindex
Zur Berechnung des Saprobienindex wird nach folgender Regel verfahren:
Jeder in einer Probe gefundenen Indikatorart wird eine Häufigkeitsstufe, die sog. Abundanz (A), zugeordnet. Sie reicht von (A) = 1 (Einzelfund) bis (A) = 7 (massenhaft vorkommend) (Bei absoluten Zählwerten werden die Werte in Häufigkeitsklassen umgerechnet).
Der Saprobienwert (s) ist eine Zahl zwischen 1 und 4, wobei z. B. s = 1,0 einen Indikatororganismus für Oligosaprobie, s = 4,0 einen Indikatororganismus für Polysaprobie kennzeichnet. Der Wert wird mit einer Nachkommastelle angegeben. Er ist aus der Liste der Indikatororganismen abzulesen.
Das Indikationsgewicht (g) kann den Wert 1, 2, 4, 8 oder 16 annehmen, wobei ein Organismus mit höherem g eine kleinere Toleranz aufweist und somit für die betreffende Güteklasse einen umso spezifischeren Indikator darstellt. Im Saprobiensystem finden nur Organismen mit einem Indikationsgewicht von 4 oder höher Verwendung.
Aus den Zahlen für alle in der Probe gefundenen Indikatororganismen wird der Saprobienindex nach folgender Formel berechnet:
Die so errechnete Indexzahl wird auf zwei Dezimalen nach dem Komma angegeben. Tatsächlich muss die Zuverlässigkeit ihrer Aussage aber mit den Methoden der mathematischen Statistik im Einzelfall ermittelt werden. Sie hängt stark vom Probenumfang und der Zahl der gefundenen Indikatorarten ab. Nach der Verfahrensvorschrift ist der Saprobienindex nur gültig, wenn die kumulierte Abundanzsumme aller Indikatororganismen wenigstens den Wert 20 erreicht. Damit sollen sehr dünn besiedelte oder artenarme Probestellen ausgeschlossen werden, weil der hier ermittelte Index zu unsicher wäre. Außerdem deutet ein so niedriger Abundanzwert in der Regel auf das Vorhandensein anderer, nicht-saprobieller Belastungsfaktoren hin, die das Ergebnis verzerren könnten.

## Gewässergüteklassen und Saprobitätsstufen
Der mittels des Verfahrens ermittelte Saprobienindex ist zunächst nur ein Zahlenwert. Um diese abstrakten Zahlenwerte zu veranschaulichen und Vergleiche zu erleichtern, werden die Werte, als Werteklassen, zu Saprobitätsstufen zusammengefasst. In Deutschland ist dabei jahrzehntelang die Einteilung in Güteklassen üblich gewesen, diese führte der Hydrobiologe Hans Liebmann zuerst 1951 ein. Die Gewässergüteklassen dienten zum Beispiel der Darstellung in den amtlichen Gewässergütekarten.
Im Zuge der Neubewertung durch die europäische Wasserrahmenrichtlinie wurde das Verfahren zudem um weitere biologische Qualitätskomponenten erweitert, die zusätzlich zur saprobiellen Belastung außerdem etwa die Gewässerversauerung und die Artenverarmung aufgrund von wasserbaulichen Eingriffen und Nutzungseinflüssen („allgemeine Degradation“ genannt) messen sollen. Um das Verfahren zu standardisieren, wurden die Werte außerdem an den jeweiligen Fließgewässertyp angepasst, da jeder Typ bereits von Natur aus eine gewisse, typspezifisch unterschiedliche Autosaprobität aufweist.
Nach den Ergebnissen des Saprobiensystems werden die Gewässer traditionell in sieben Gewässergüteklassen eingeteilt, jeweils für einen bestimmten Wertebereich des Saprobienindex. Die ursprünglich vier Güteklassen wurden dabei durch das Einfügen von drei Zwischenklassen auf sieben erhöht, um eine feinere Differenzierung zu ermöglichen. Im Zuge der Einstufung im Rahmen des „Moduls Saprobie“ nach Wasserrahmenrichtlinie wurden aus den sieben Güteklassen fünf Klassen neu gebildet.
In der folgenden Aufstellung sind die sieben Gewässergüteklassen aufgeführt, ergänzt um die Einstufung nach dem Bewertungsverfahren zur Wasserrahmenrichtlinie. (Die Abstufung des Saprobienindex wird hier ohne die Differenzierung nach Fließgewässertyp dargestellt, sie wäre also je nach Typ ggf. noch geringfügig zu modifizieren.)
- Gewässergüteklasse I: unbelastet bis sehr gering belastet. oligosaprobe Zone. Darstellung in der Gütekarte: dunkelblau. Saprobienindex kleiner als 1,5. „sehr guter“ Zustand.
- Gewässergüteklasse I-II: gering belastet. oligo- bis β-mesosaprobe Zone. Darstellung in der Gütekarte: hellblau. Saprobienindex von 1,5 bis kleiner als 1,8. „sehr guter“ Zustand.
- Gewässergüteklasse II: mäßig belastet. β-mesosaprobe Zone. Darstellung in der Gütekarte: dunkelgrün. Saprobienindex 1,8 bis kleiner als 2,3. „guter“ Zustand.
- Gewässergüteklasse II-III: kritisch belastet. β-mesosaprobe bis α-mesosaprobe Zone. Darstellung in der Gütekarte: hellgrün. Saprobienindex 2,3 bis kleiner als 2,7. „mäßiger“ Zustand.
- Gewässergüteklasse III: stark verschmutzt. α-mesosaprobe Zone. Darstellung in der Gütekarte: gelb. Saprobienindex 2,7 bis kleiner als 3,2. „unbefriedigender“ Zustand.
- Gewässergüteklasse III-IV: sehr stark verschmutzt. α-mesosaprobe bis polysaprobe Zone. Darstellung in der Gütekarte: orange. Saprobienindex 3,2 bis kleiner als 3,5. „schlechter“ Zustand.
- Gewässergüteklasse IV: übermäßig verschmutzt. polysaprobe Zone. Darstellung in der Gütekarte: rot. Saprobienindex 3,5 bis 4,0. „schlechter“ Zustand.

Vor allem in Österreich und der Tschechischen Republik wird noch eine xenosaprobe Zone (mit eigener Fauna) unterschieden. Diese umfasst Gewässer vollkommen ohne Belastung, wäre also oberhalb der oligosaproben Zone anzuschließen. Manchmal wird dafür auch die Bezeichnung „katharob“ verwendet (katharob wäre definitionsgemäß Saprobie Null. Das wäre im Rahmen des Verfahrens nicht messbar).
Im tschechischen Verfahren wurden (aufgrund der damals üblichen extrem hohen Gewässerbelastungen) noch weitere Stufen angefügt, die schlechter als der polysaprobe Zustand sind. Dieser „eusaprobe“ Bereich gilt für mehr oder weniger unverdünnte Abwässer. In aufsteigender Folge wären eine isosaprobe, metasaprobe, hypersaprobe und ultrasaprobe Stufe anzufügen. Diese Bereiche unterscheiden sich nur noch in ihrer Mikrobesiedlung (im ultrasaproben Bereich wäre kein Leben mehr möglich) und werden vom gängigen Saprobiensystem nicht erfasst. Auch eine früher zeitweise unterschiedene Gewässergüteklasse V (ökologisch zerstört) wird nicht mehr verwendet, weil entsprechend stark abwasserbelastete Gewässer in Deutschland aufgrund der gesetzlichen Vorschriften keine Rolle mehr spielen.

## Weitere Faktoren
Die Saprobie wird mit allen Vorgängen in Zusammenhang gebracht, die im Wasser vorhandenen Sauerstoff verbrauchen. Maßstäbe für den Gesamtsauerstoffverbrauch sind
- Chemischer Sauerstoffbedarf (CSB), der durch Oxidation mit Kaliumdichromat bestimmt wird, und der
- Biochemischer Sauerstoffbedarf (BSB), der bestimmt wird, indem man in einer Wasserprobe die Abnahme des Sauerstoffgehalts in 2 bzw. 5 Tagen bei 20 °C im Dunkeln misst. Traditionell ist der für die Definition der Güteklassen herangezogene Belastungsindikator der BSB5. Kürzere Zeiträume finden nur bei hochbelasteten Proben Verwendung, in denen nach fünf Tagen überhaupt kein Sauerstoff mehr vorhanden wäre.

Ferner wird oft der organisch gebundene Kohlenstoff (TOC) als Maß der Belastung herangezogen.
Es ist nicht zulässig, aus punktuellen chemischen Messungen eine Güteeinstufung des Gewässers abzuleiten. Versuche einer chemischen Gewässergüteklassifikation wurden vorgeschlagen, spielen heute aber wegen der abweichenden Methodik im Rahmen der Wasserrahmenrichtlinie keine Rolle mehr.
Für den deutschen Gewässergüteatlas 1995 wurden anhand der Gewässergüte nach Saprobienindex und einer Reihe an denselben Probenstellen gemessener chemischer Werte typische Wertebereiche für eine Reihe Belastungsparameter ermittelt und deren Korrelation ermittelt. Diese werden in der folgenden Aufstellung dargestellt.
- Güteklasse I: BSB5 kleiner 1 mg O2 pro Liter. O2-Gehalt nahe der Sättigung. Ammonium höchstens in Spuren vorhanden.
- Güteklasse I-II: BSB5 kleiner 2 mg O2 pro Liter. Geringe Sauerstoffdefizite bis 20 Prozent im Tagesgang möglich. Ammonium höchstens in Spuren vorhanden.
- Güteklasse II: BSB5 kleiner 5 mg O2 pro Liter. Ausgeprägter Tagesgang der O2-Konzentrationen durch biogene Sauerstoffproduktion. Ammoniumstickstoff-Konzentration unter 0,5 mg pro Liter.
- Güteklasse II-III: BSB5 höher als 5 mg O2 pro Liter. O2-Konzentrationen oft dauerhaft unter 50 Prozent der Sättigung, aber ausgeprägte Tagesgänge. Ammoniumstickstoff-Konzentration erreicht 1 mg pro Liter.
- Güteklasse III: BSB5 bis zu 10 mg O2 pro Liter. O2-Konzentrationen oft dauerhaft unterhalb der Sättigung, teilweise unter 2 mg pro Liter. Ammoniumstickstoff-Konzentration überschreitet 1 mg pro Liter, oft Bildung des stark toxischen Ammoniaks.
- Güteklasse III-IV: BSB5 über 10 mg O2 pro Liter. Sauerstoff zeitweise nur noch in Spuren vorhanden, Faulschlamm-Bildung. Ammoniumstickstoff-Konzentration überschreitet auch längerfristig 1 mg pro Liter.
- Güteklasse IV: BSB5 oft weit über 10 mg O2 pro Liter. Sauerstoff langfristig unter 1 mg pro Liter, Sediment anaerob, von Faulschlamm bedeckt. Ammoniumstickstoff-Konzentration überschreitet auch längerfristig 1 mg pro Liter.

Hinweise auf Belastungen des Wassers aus organischen Quellen lassen sich auch aus Messungen der Stickstoffverbindungen Ammonium, Nitrit und Nitrat oder aus dem Gesamt-Phosphor gewinnen. Diese düngenden (für Pflanzen als Makronährstoffe bedeutsamen) Verbindungen definieren die Trophie des Gewässers. Für den Saprobienindex direkt bedeutsam sind nur die Gehalte der reduzierten Stickstofffraktionen Ammonium und Nitrit, weil diese von Mikroorganismen (unter Sauerstoffverbrauch) zu Nitrat oxidiert werden können, also saprobiell wirksam sind. Indirekte Zusammenhänge können sich aber häufig dadurch ergeben, dass in gut belichteten Gewässern erhöhte Nährstoffgehalte zu starkem Pflanzenwachstum führen. Sterben diese Pflanzen später ab, führt die gebildete Biomasse (durch den Sauerstoffverbrauch) zu erhöhter Saprobie. Dieses Phänomen wird „sekundäre Verschmutzung“ genannt und tritt besonders markant in aufgestauten Flussabschnitten auf.
Die chemischen Parameter sind schneller zu messen als der Saprobienindex. Sie stellen ein momentanes Bild der Belastung dar, während der biologisch bestimmte Index eine über längere Zeit entstandene und somit gemittelte Aussage über die Belastung ergibt.